# Trina (bướm)
Trina là một chi bướm ngày thuộc họ Bướm nâu.